# Propiomarengo
Propiomarengo Azarkina & Haddad, 2020 è un genere di ragni appartenente alla famiglia Salticidae.

## Distribuzione
Le 2 specie sono state reperite in Sudafrica.

## Tassonomia
Per la descrizione delle caratteristiche di questo genere sono stati esaminati gli esemplari tipo di Afromarengo plana Haddad & Wesolowska, 2013.
Non sono stati esaminati esemplari di questo genere dal 2020.
Attualmente, a gennaio 2022, si compone di 2 specie:
- Propiomarengo foordi Azarkina & Haddad, 2020 — Sudafrica
- Propiomarengo plana (Haddad & Wesołowska, 2013)[2] — Sudafrica